# Gaytrification
La gaytrification est un processus de gentrification impliquant significativement les populations homosexuelles masculines,.
Les quartiers du Marais à Paris et du Village à Montréal sont des exemples de ce processus,,,, qui a aussi été observé dans les trente plus grandes métropoles américaines comme New York, Los Angeles, Chicago, Toronto ou San Francisco. Ces deux cas sont toutefois différents car le Marais a commencé à se gentrifier avant de connaître une densification de la population gay, alors que le Village est au contraire parti d'une importante démographie homosexuelle pour évoluer vers la gentrification.